# Armada de Chile
La Armada de Chile è la Marina militare del Cile. Fa parte delle Forze armate cilene e dal 1973 ha sede nell'edificio dell'antica "Intendencia" in Piazza Sotomayor a Valparaíso.

## Storia
La Marina Cilena cominciò a svilupparsi sin dall'inizio del XIX secolo a seguito dell'indipendenza dalla Spagna. Sul finire del secolo prese parte alla Guerra del Pacifico. All'inizio del XX secolo ebbe un notevole sviluppo in previsione di un eventuale conflitto con l'Argentina, il cosiddetto conflitto del Beagle per problemi di confine relativi alla parte estrema del Cono Sud per la sovranità delle isole del canale Beagle e dello spazio marittimo adiacente, che rivestono un notevole valore strategico per il passaggio tra gli oceani Atlantico e Pacifico. Le tensioni tra i due stati sono proseguite per tutto il corso del secolo e si riaccesero in particolare nel 1978, quando lo scontro armato sembrava imminente ma fu evitato grazie alla mediazione della Santa Sede.

## Unità
- Fregate:
  - Classe Type 23
    - Almirante Cochrane
    - Almirante Condell
    - FF-07 Almirante Lynch

  - Classe M
    - Almirante Blanco Encalada
    - FF-18 Almirante Riveros

  - Classe L
    - Almirante Latorre
    - Capitán Prat

  - Classe Type 22
    - Almirante Williams
- Rifornitore di squadra
  - Araucano
- Sottomarini
  - Classe Scorpène
    - General O'Higgins
    - General Carrera

  - Classe U-209
    - Capitán Simpson
    - Comandante Thomson
- Nave comando sommergibili
  - Almirante Merino
- Pattugliatori
  - Classe Tiger
    - Teniente Uribe
    - Teniente Orella
    - Guardiamarina Riquelme
    - Teniente Serrano
- Motocannoniere missilistiche
  - Classe Saar 4
    - Chipana
    - Casma
    - Angamos
- Navi anfibie
  - Classe Foudre
    - Sargento Aldea (LSDH-91)

  - Classe Champlain (BATRAL)
    - Rancagua (R92)
    - Chacabuco (R95)

## Mezzi aerei
Sezione aggiornata annualmente in base al World Air Force di Flightglobal del corrente anno. Tale dossier non contempla UAV, aerei da trasporto VIP ed eventuali incidenti accorsi durante l'anno della sua pubblicazione. Modifiche giornaliere o mensili che potrebbero portare a discordanze nel tipo di modelli in servizio e nel loro numero rispetto a WAF, vengono apportate in base a siti specializzati, periodici mensili e bimestrali. Tali modifiche vengono apportate onde rendere quanto più aggiornata la tabella.
| Aeromobile                           | Origine        | Tipo                                                    | Versione (denominazione locale) | In servizio (2024) | Note | Immagine |
| Aerei da pattugliamento marittimo    |                |                                                         |                                 |                    | |          |
| Lockheed P-3 Orion                   | Stati Uniti    | aereo antisommergibile                                  | P-3ACH                          | 2                  | 4 P-3A e 5 UP-3A non volanti ed utilizzabili come fonte di parti di ricambio, ricevuti dalla US Navy nel 1992-1994. Due dei quattro P-3ACH con il programma Albatros IV, tra il 2016 e il 2021, sono stati sottoposti ad un aggiornamento dalla canadese IMP Aerospace. L'aggiornamento comprendeva rimotorizzazione, sostituzione di componenti alari, montaggio di un nuovo stabilizzatore orizzontale, ammodernamento della suite avionica e cockpit aggiornato con sistemi della Rockwell Collins. |          |
| CASA P-295 Persuader                 | Spagna         | aereo antisommergibileaereo da pattugliamento marittimo | P-295ASWP-295MP                 | 21                 | 2 C-295 ASW e 1 C-295MP ordinati nell'ottobre del 2007 e conseganti tra l'aprile del 2010 e il 2011. |          |
| Embraer EMB 111 Bandeirante Patrulha | Brasile        | aereo da pattugliamento marittimo                       | EMB-111A(N)                     | 4                  | 6 EMB-111A(N) (ridesignati P-111) acquistati nel 1976, ricevuti in due lotti da tre aerei nel 1978 e nel 1979. |          |
| Partenavia P.68 Observer 2           | Italia         | aereo da pattugliamento marittimo                       | P.68                            | 7                  | 7 P.68 Observer 2 ordinati a settembre 2015. Il primo esemplare è stato consegnato il 18 gennaio 2016. |          |
| Aerei da addestramento               |                |                                                         |                                 |                    | |          |
| Pilatus PC-7                         | Svizzera       | aereo da addestramento                                  | PC-7                            | 7                  | 10 PC-7 Turbo Trainer furono acquistati nel settembre 1979 al fine di sostituire i Beechcraft T-34 Mentor. Un primo lotto di quattro aerei fu consegnato nel maggio 1980, un secondo lotto sempre di 4 aerei nel luglio dello stesso anno, mentre i due aerei rimanenti arrivarono nel marzo 1981. Essi ricevettero i codici da Naval 210 a Naval 219. Il VT-1 Instruction Squadron è dotato, all'agosto 2018, di 6 aerei, in quanto il Naval 210 fu perso in un atterraggio di emergenza nel luglio 1999, mentre il Naval 214 e il Naval 218 furono ritirati dal servizio e convertiti in gate guardians. Gli aerei ancora in organico sono stati nuovamente aggiornati nelle componenti avioniche e propulsive tra il 2018 e il 2021. Il Naval 211 non era operativo a luglio 2018, a causa di un incidente causato da un guasto al motore al momento del decollo che riportò danni strutturali minori all'elica e al carrello di atterraggio. L'aereo è stato riparato ed al gennaio 2019, riportando a 7 gli esemplari in servizio. |          |
| Elicotteri                           |                |                                                         |                                 |                    | |          |
| Eurocopter AS332 Super Puma          | Francia        | SARelicottero antinave                                  | AS 332LAS 532F1                 | 25                 | 8 AS 532F1 consegnati a partire dal 1994 e 2 AS 332L di seconda mano, ricondizionati e consegnati a partire dal 2010-2012. |          |
| Airbus Helicopters AS365 Dauphin     | Francia        | elicottero ASWSAR                                       | AS 365N2AS 365F1                | 4                  | 8 tra AS365N2 e AS 365F1 di seconda mano acquistati in più lotti. Si tratta di 4 esemplari acquistati tra il 2005 ed il 2006, e 4 esemplari ex Irish Air Corps acquistati nel 2008. Ad ottobre 2019 è stato comunicato che i 4 AS 365F1 ex irlandesi, utilizzati nei ruoli utility e SAR, saranno trasformati in elicotteri armati per svolgere missioni marittime antiterrorismo ma anche di combattere il bracconaggio e la pesca illegale. |          |
| MBB Bo 105                           | Germania       | SAR                                                     | Bo 105CBS                       | 4                  | 7 Bo 105CBS ricevuti nei primi anni novanta. |          |
| Bell 206 Jet Ranger                  | Stati Uniti    | elicottero da addestramento                             | UH-57B                          | 7                  | 4 acquisiti nel 1970 ed assegnati temporaneamente allo squadrone antisommergibile ed armati di siluro Mk 44 fino al 1977, quando, con la consegna dell'Aerospaziale SA 319B Alouette III, furono assegnati a compito di collegamento ed addestramento. Il loro numero fu successivamente aumentato a 8 unità tra il 1978 ed il 1981. |          |
| Airbus H125                          | Unione europea | elicottero da addestramento                             | H125 (AS 350B3E)                | 5                  | 5 H125 (AS 350B3E) ordinati a settembre 2019 nell'ambito del progetto "Gaviota". Il primo esemplare è stato consegnato il 12 dicembre 2020. L'ultimo esemplare è stato consegnato a fine agosto 2023. |          |

## Gradi
Ufficiali
| Equivalente NATO Code | OF-9          | OF-8            | OF-7     | OF-6             | OF-5               | OF-4               | OF-3        | OF-2        | OF-2        | OF-1        | OF-1          | OF(D) e Allievo ufficiale | OF(D) e Allievo ufficiale | OF(D) e Allievo ufficiale | OF(D) e Allievo ufficiale | OF(D) e Allievo ufficiale | OF(D) e Allievo ufficiale | OF(D) e Allievo ufficiale | OF(D) e Allievo ufficiale |
| --------------------- | ------------- | --------------- | -------- | ---------------- | ------------------ | ------------------ | ----------- | ----------- | ----------- | ----------- | ------------- | ------------------------- | ------------------------- | ------------------------- | ------------------------- | ------------------------- | ------------------------- | ------------------------- | ------------------------- |
|                       |               |                 |          |                  |                    |                    |             |             |             |             |               |                           |                           |                           |                           |                           |                           |                           |                           |
| Almirante             | Vicealmirante | Contraalmirante | Comodoro | Capitán de Navío | Capitán de Fragata | Capitán de Corbeta | Teniente 1° | Teniente 1° | Teniente 2° | Subteniente | Guardiamarina | Guardiamarina             | Guardiamarina             | Guardiamarina             | Guardiamarina             | Guardiamarina             | Guardiamarina             | Guardiamarina             |                           |

Sottufficiali e comuni
| Equivalent NATO Code | OR-9             | OR-9             | OR-9             | OR-9             | OR-9             | OR-9       | OR-8       | OR-8        | OR-7            | OR-7        | OR-6        | OR-6        | OR-6        | OR-6        | OR-6        | OR-6        | OR-5        | OR-5    | OR-4    | OR-4    | OR-4    | OR-4        | OR-3        | OR-3        | OR-2        | OR-2 | OR-1 | OR-1 |
| -------------------- | ---------------- | ---------------- | ---------------- | ---------------- | ---------------- | ---------- | ---------- | ----------- | --------------- | ----------- | ----------- | ----------- | ----------- | ----------- | ----------- | ----------- | ----------- | ------- | ------- | ------- | ------- | ----------- | ----------- | ----------- | ----------- | ---- | ---- | ---- |
|                      |                  |                  |                  |                  |                  |            |            |             | Non equivalente |             |             |             |             |             |             |             |             |         |         |         |         |             |             |             |             |      |      |      |
| Suboficial Mayor     | Suboficial Mayor | Suboficial Mayor | Suboficial Mayor | Suboficial Mayor | Suboficial Mayor | Suboficial | Suboficial | Sargento 1° | Sargento 1°     | Sargento 1° | Sargento 1° | Sargento 1° | Sargento 1° | Sargento 2° | Sargento 2° | Sargento 2° | Sargento 2° | Cabo 1° | Cabo 1° | Cabo 2° | Cabo 2° | Marinero 1º | Marinero 1º | Marinero 2º | Marinero 2º |      |      |      |